# Hôtel des sires de Neuchâtel
L'hôtel des sires de Neuchâtel (ou Neufchastel) est un bâtiment, protégé des monuments historiques, situé à Baume-les-Dames dans le département français du Doubs en région Bourgogne-Franche-Comté. 
L'hôtel a été transformé en un musée, le Musée des Sires de Neufchastel.

## Localisation
L'édifice est sur la place du Général de Gaulle, au centre de Baume-les-Dames.

## Histoire
Le bâtiment date du XVe siècle et fut remanié au XVIIIe siècle. Il était utilisé comme « Demeure de passage » par les sires de Neufchâtel pour y exercer[Quoi ?] sur la ville et l'abbaye.
Le bâtiment fait l’objet d’une inscription au titre des monuments historiques depuis le 23 août 1989. Cette protection concerne les façades et la toiture du bâtiment du XVe, la tour d'escalier, les caves voûtées d'ogives, la cheminée à hotte au rez-de-chaussée de l'aile Nord, les lambris et cheminée XVIIIe siècle de la pièce Sud de l'étage de l'aile Sud, ainsi que la façade sur la place et la toiture du bâtiment du XVIIIe siècle.

## Architecture
L'hôtel possède une tour de forme hexagonale renfermant un escalier en viorbe, des caves voûtées d'ogive des XIIe et XVe siècles, ainsi qu'un jardin Renaissance avec « reconstitution des entrelacs » du XVe siècle.

## Le musée
Le musée présente des scènes de la vie paysanne et seigneuriale locale.